# Trophurus minnesotensis
Trophurus minnesotensis är en rundmaskart. Trophurus minnesotensis ingår i släktet Trophurus och familjen Tylenchidae. Inga underarter finns listade i Catalogue of Life.